# Налепково
На́лепково (словац. Nálepkovo) — село в окрузі Ґаланта Трнавського краю Словаччини. Площа села 55,65 км². Станом на 31 грудня 2015 року в селі проживало 3288 жителів.

## Історія
Перші згадки про село датуються 1290 роком.

Це старе шахтарське село в долині Гнілецька, в якому мешкають нащадки німців Спіш. Після закриття ZŤS Prakovce, який був основним роботодавцем мешканців долини, кількість безробітних різко зросла. Їх кількість коливається через сезонні роботи у весняно-літні місяці.

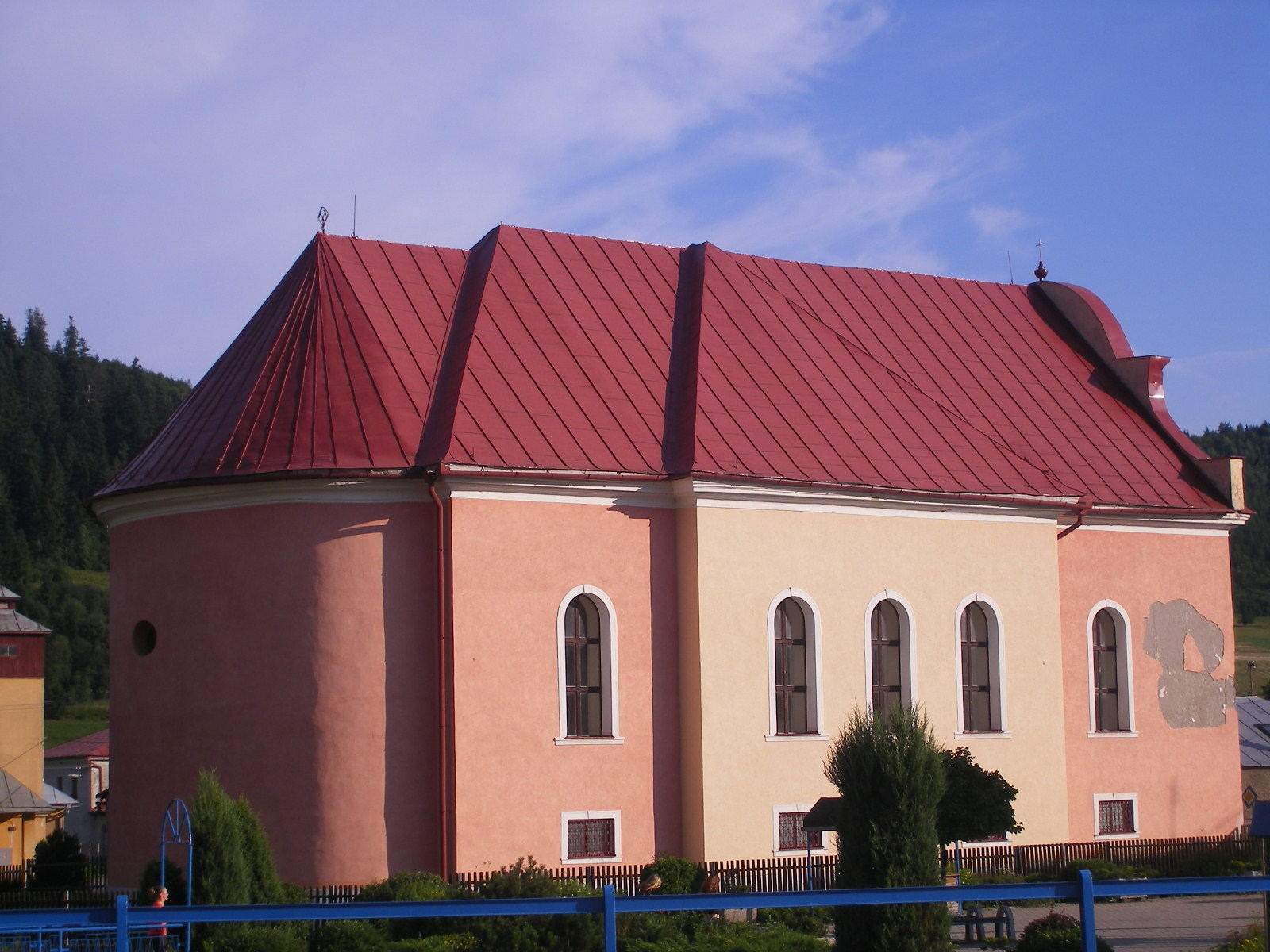
Євангелістська церква
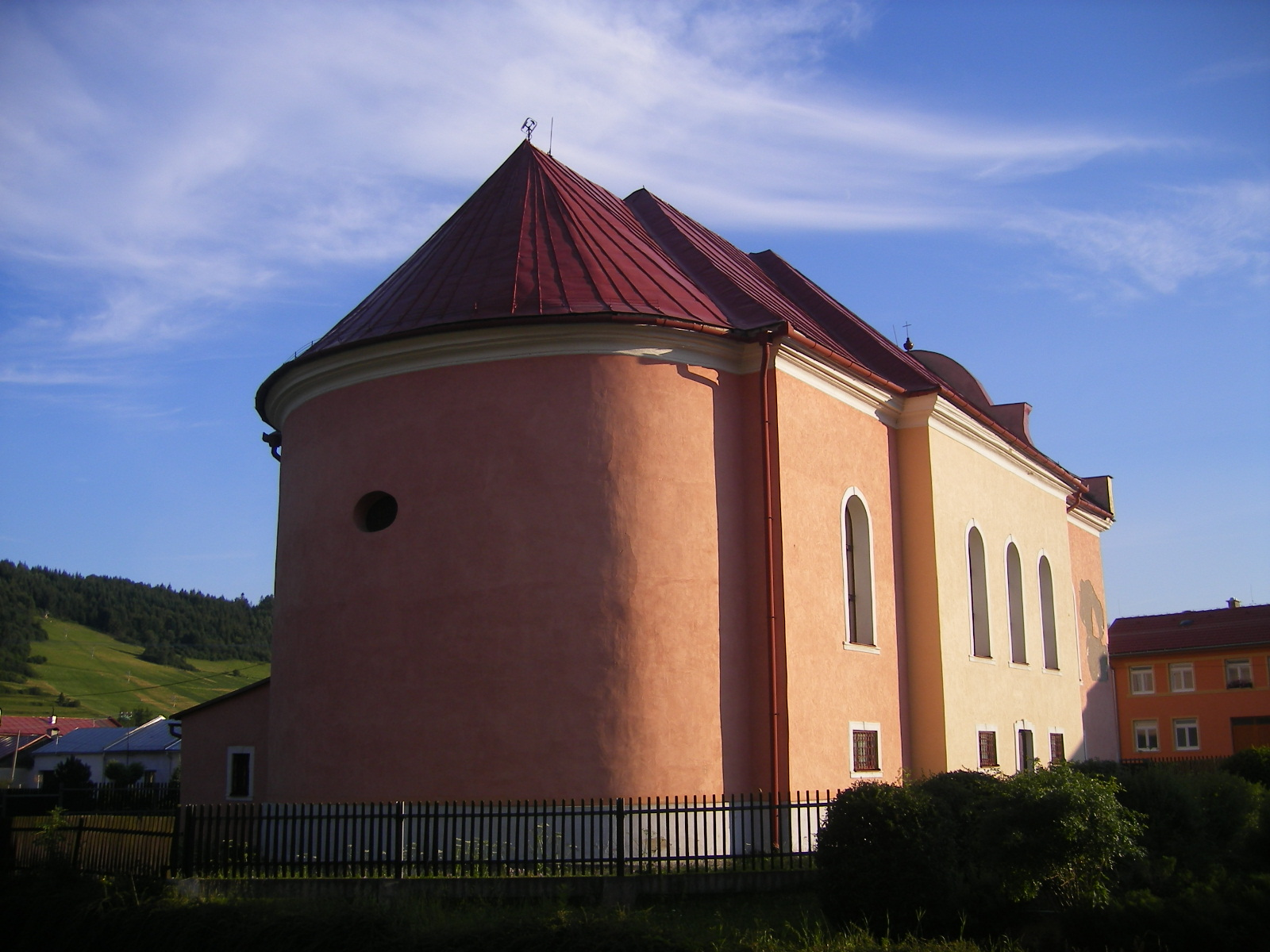
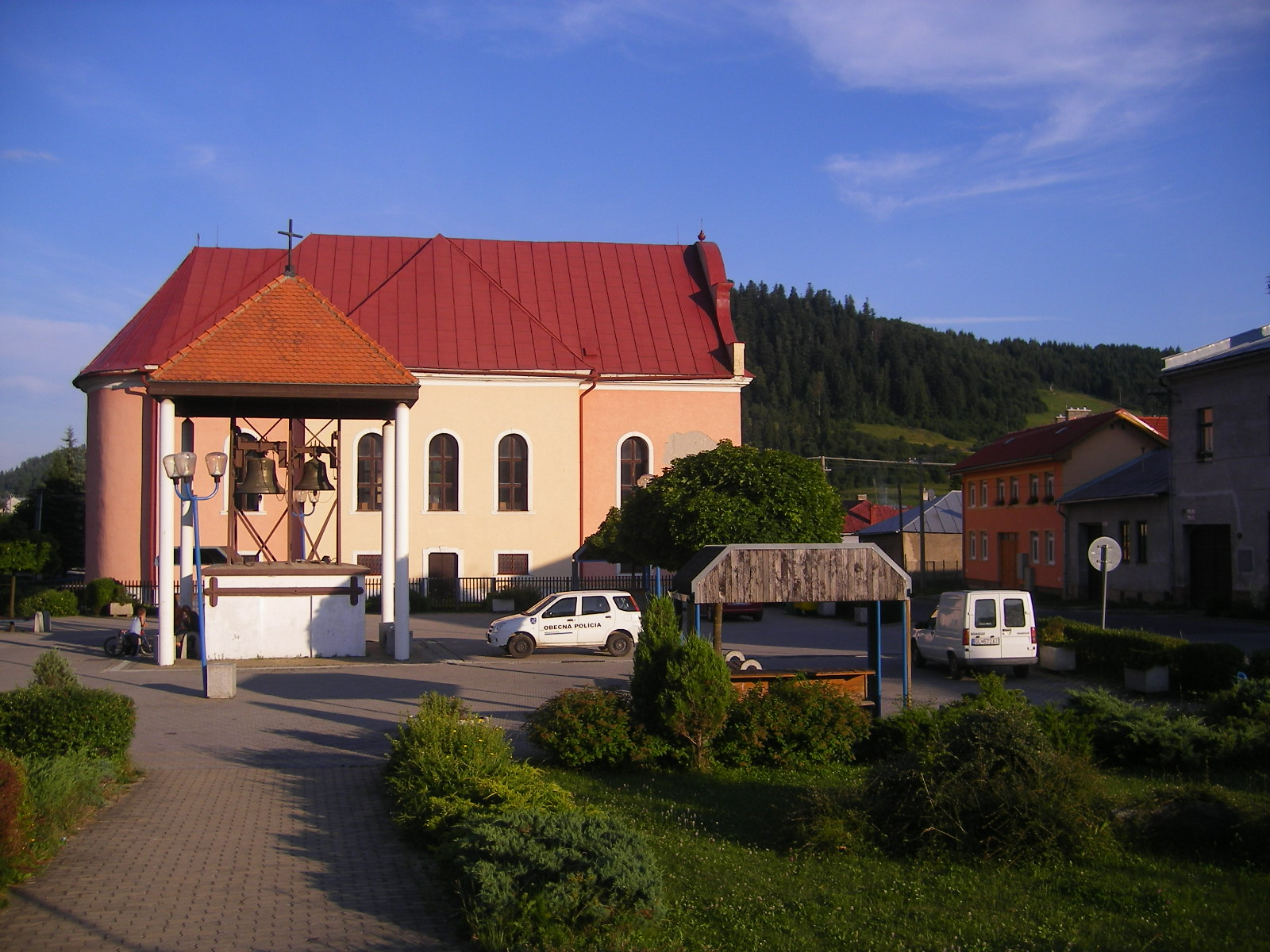
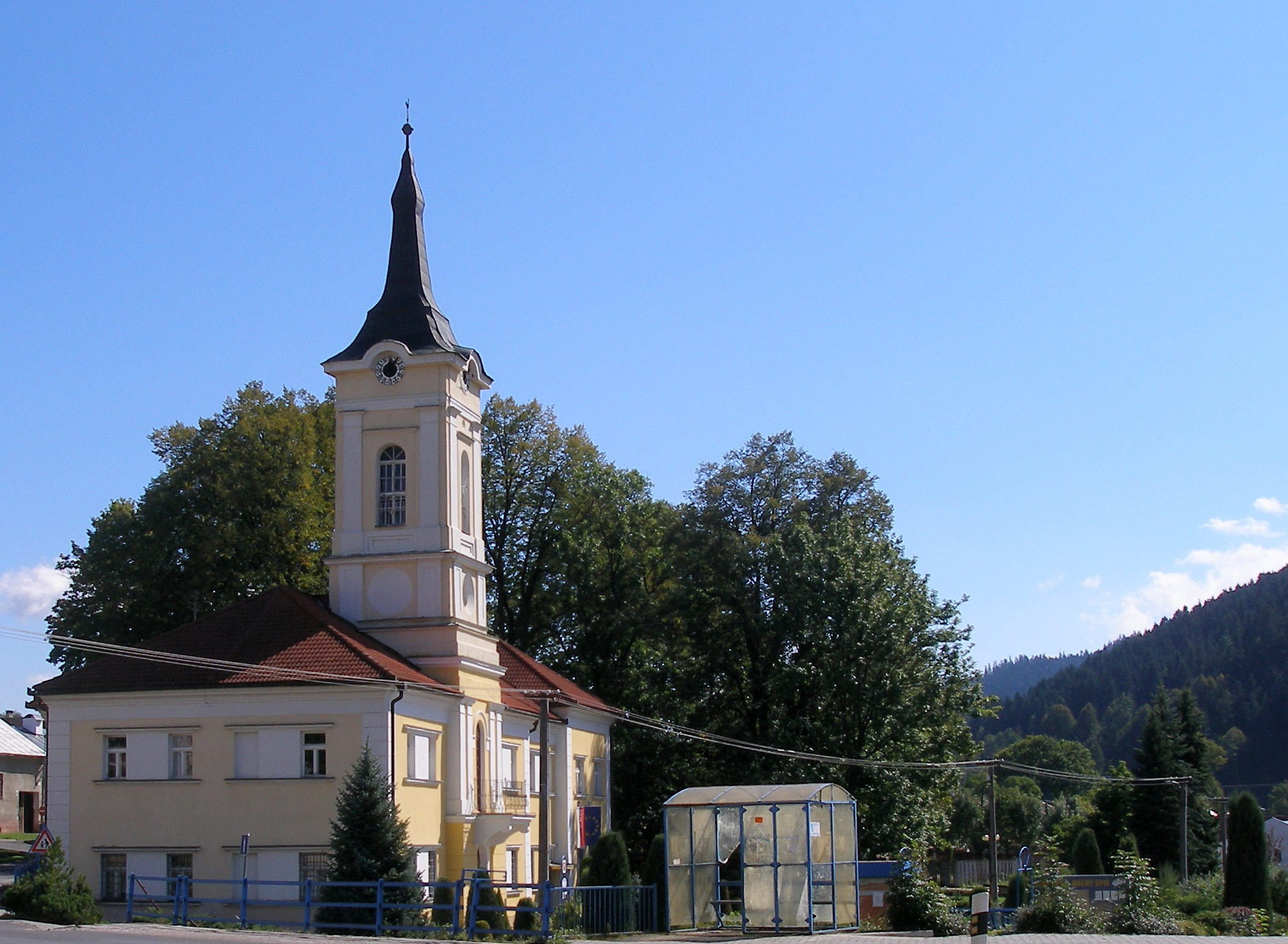
Ратуша
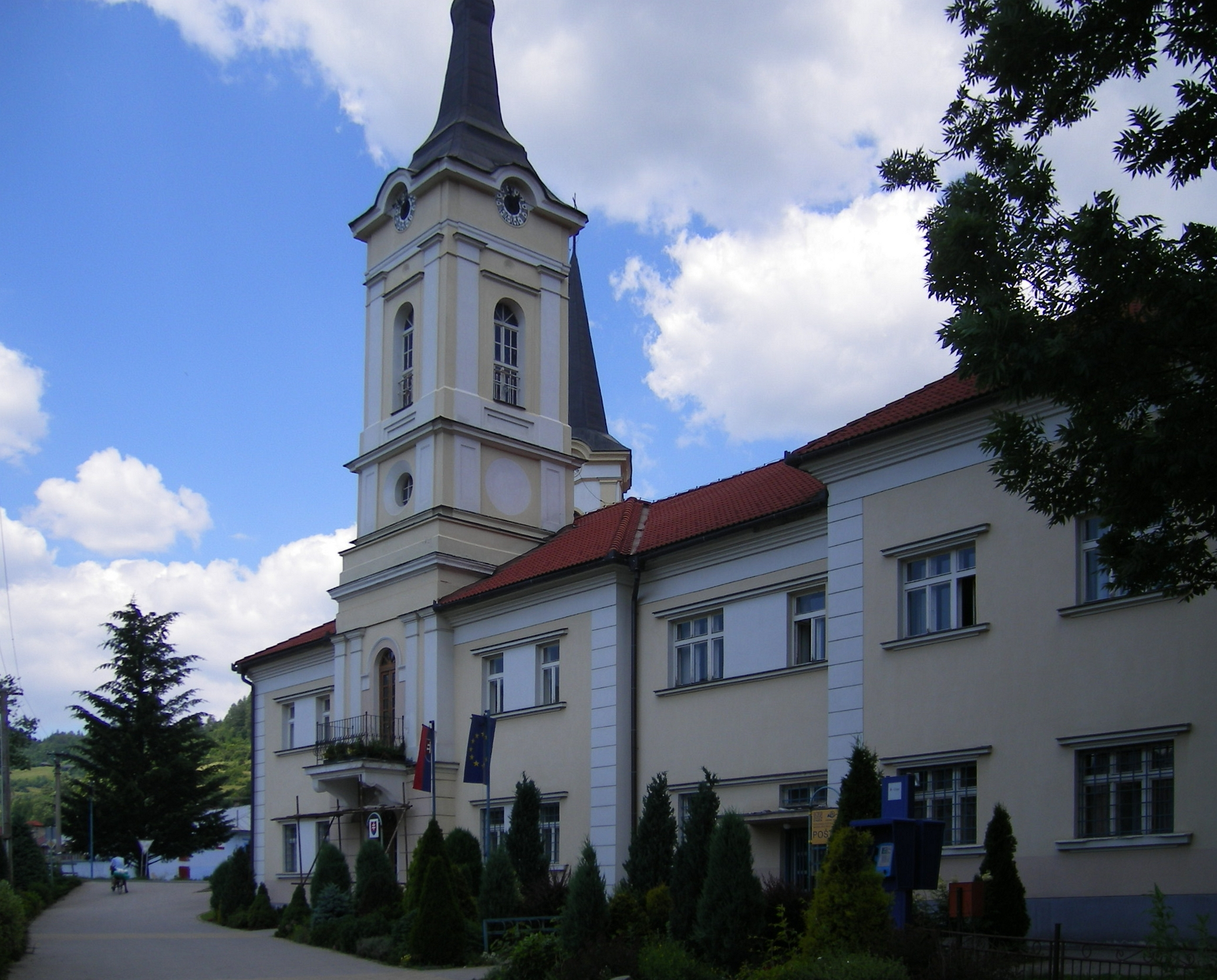
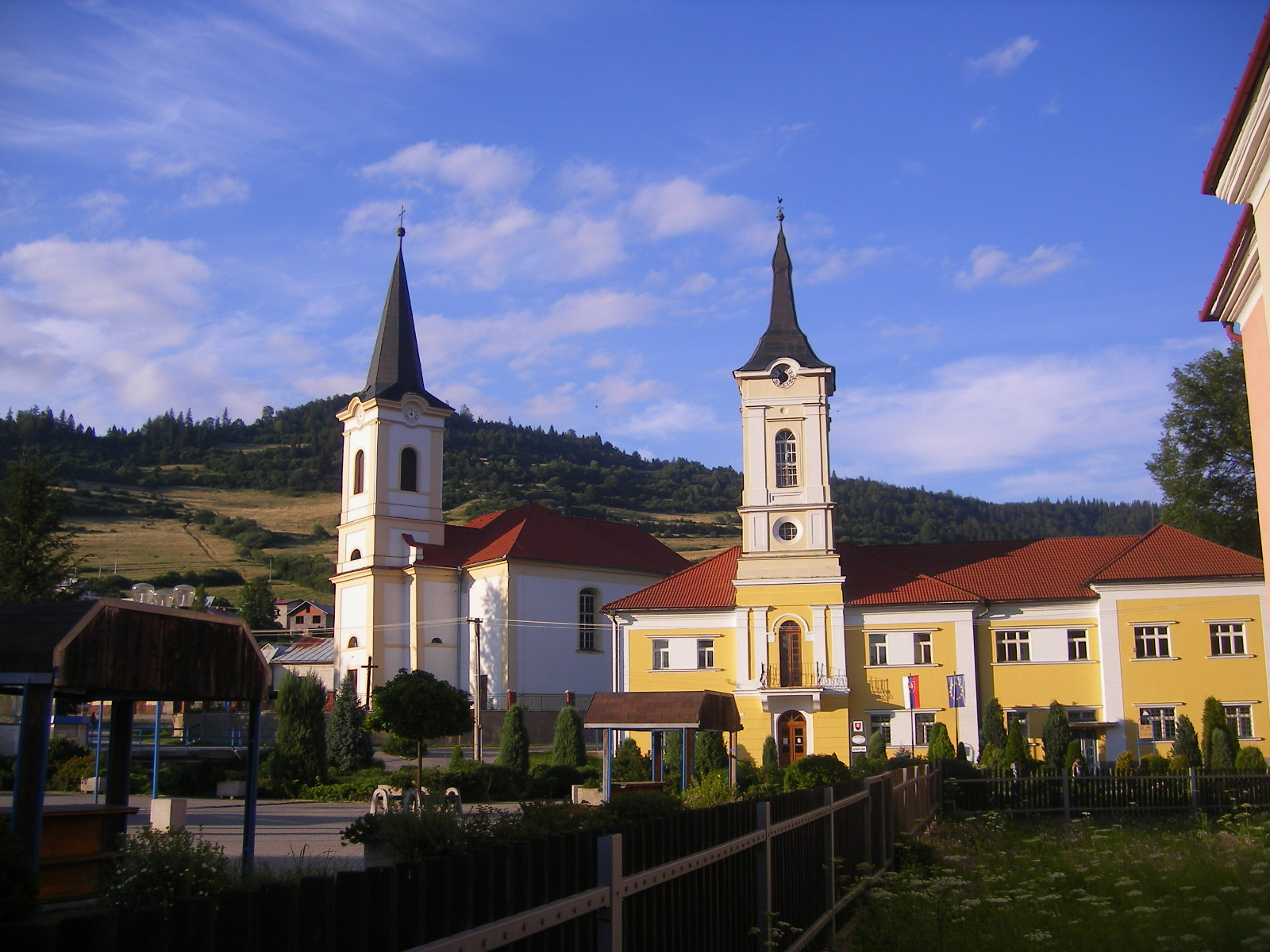
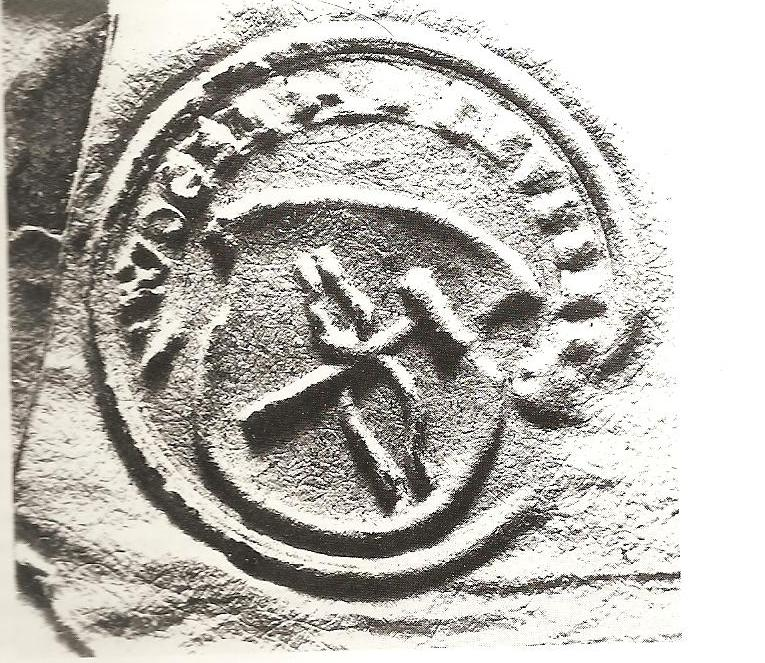
Печатка Налепкова

Перші згадки про Гнілчик датуються 1315 роком.

## Географія
Протікають Залізний потік і Тиха Вода..

## Населення
| Рік:            | 1994. | 2004.    | 2014.    | 2024.    |
| --------------- | ----- | -------- | -------- | -------- |
| Кількість осіб: | 2411  | 2786     | 3219     | 3861     |
| Різниця:        |       | +15,55 % | +15,54 % | +19,94 % |

| Рік:            | 2023. | 2024.   |
| --------------- | ----- | ------- |
| Кількість осіб: | 3816  | 3861    |
| Різниця:        |       | +1,17 % |